# Udając Boga
Udając Boga lub Zabawy w Pana Boga (org. Playing God) – film w reżyserii Andy’ego Wilsona, z roku 1997.

## Fabuła
Zepsuty przez narkotyki Eugene Sands jest chirurgiem bez prawa wykonywania zawodu. Jego życie odmienia rutynowa wizyta w barze, która kończy się strzelaniną między gangami. Sands udziela pomocy krwawiącemu mężczyźnie, za pomocą prymitywnych narzędzi. Dostrzega to dziewczyna gangstera Raymonda Blossoma, Claire. Już następnego dnia Sands zostaje zwerbowany do kryminalnego świata i poznaje rządzące w nim prawa. Jednak prawdziwe kłopoty zaczynają się dopiero wtedy, gdy Sands nawiązuje romans z piękną dziewczyną mocodawcy, Claire.

## Obsada
- Angelina Jolie jako Claire
- David Duchovny jako Eugene Sands
- Timothy Hutton jako Raymond Blossom
- Gary Dourdan jako Yates
- Michael Massee jako Thomas Gage
- Peter Stormare jako Vladimir
- Andrew Tiernan jako Cyril
- John Hawkes jako Flick
- Bob Jennings jako Dr Clifford
- Melvin Jones jako Odźwierny
- Al Ahlf jako agent FBI
- Jesse Perez jako diler
- Stella Garcia jako bizneswoman z Południowej Afryki
- Frank Ensign jako Len
- Jerry Sloan jako Rosjanin